# Laura Romero
Laura Romero Pereira (Alicante, 1991) es una dibujante y música española. Desde 2016 es la bajista del grupo Zënzar.

## Biografía y trayectoria
Nació en Alicante y se instaló en Órdenes (La Coruña) a los ocho años. Estudió Bellas artes en la Universidad de Salamanca y se licenció en 2014 con la especialidad de pintura. Se inició en el dibujo urbano y participó en el festival Portamérica. Entre sus principales inquietudes están la igualdad, la teoría feminista, la historia y la trayectoria de mujeres artistas y músicas en particular.
Dedicada también a la música, en febrero de 2016 pasó a formar parte cómo bajista del grupo Zënzar. Su colaboración con este grupo comenzó durante la enfermedad del bajista Tabe, a quien sustituyó después de su fallecimiento.
Después de un año de conciertos y festivales con su grupo, Laura Romero notó la escasa presencia de mujeres en las bandas de música. Zënzar, desde su creación en 1987, estuvo formado solamente por hombres, como casi todos los grupos en esa época. A excepción de algunas cantantes, a penas se encontraba con mujeres instrumentistas. A raíz de estas vivencias, se le ocurrió la idea del proyecto Músicas Galegas Ilustradas, consistente en dibujar mujeres músicas gallegas, para darlas a conocer y crear referentes para las jóvenes.
Al principio, se dedicó a recopilar nombres de músicas que se encontraba en los festivales, pero enseguida tuvo la necesidad de citar a mujeres pioneras, que llevasen mucho tiempo en la música. Decidió investigar y así fue como descubrió a Áurea Rodríguez, la primera mujer gaitera, de Cartelle (Orense), que por necesidad y para conseguir ingresos para su familia se dedicó a tocar la gaita. También supo del Grupo Saudade de Ribadeo (Lugo) creado en los años 60 y el primer grupo de gaitas formado solamente por mujeres. A finales de los años 80, con el auge del rock-bravú entre otras figuras de la época se encontró con la pandereteira y percusionista Josefa Bastavales quien siendo una octogenaria participó en una gira con Manu Chao y de quien Laura Romero tomó su imagen como logo de su proyecto, por ser una pionera de la música gallega.
Con el proyecto Músicas Galegas Ilustradas formó parte del programa O galego, a miña lingua propia de la Diputación de La Coruña.
Fue finalista en 2018 en los Premios Martín Codax de la Música en la categoría de mejor medio de comunicación. Volvió a ser finalista también en 2019 y ganó finalmente el premio en 2020.
Realizó junto a Íria Pedreira Sanjurjo el catálogo ilustrado Ferreñas e Rock and Roll. En esta obra, se centraron en el siglo XX y recopilaron pioneras anteriores al año 2000. Con este trabajo colaborativo consiguieron uno de los premios del II Concurso de ideas “Luísa Villalta” de proyectos culturales por la igualdad convocado en 2018 por el  Área de Bienestar Social, Educación y Políticas de la Diputación de La Coruña.
En 2021 publicó con la poeta y narradora Emma Pedreira el libro Xelarias. Palabra á intemperie, un homenaje a Xela Arias que consiste en una biografía en verso, concebida por las autoras como una conversación a tres bandas, en la que Romero realiza las ilustraciones.
Con motivo del Día da Ilustración en Galicia, en mayo de 2021, dedicado por primera vez a una mujer, Lolita Díaz Baliño, Romero participó con la realización de una ilustración conmemorativa, junto a las ilustradoras Iria Ribadomar, Lidia Cao y Nuria Figueiredo que aportaron cada una su visión particular de la homenajeada.

## Reconocimientos
- Premio Martín Codax de 2020 en la categoría de comunicación y difusión musical.[7]
- Primer premio del encuentro Compostela Ilustrada en 2018.[13]